# Gandhigram
Gandhigram é uma vila no distrito de Tripura Ocidental, no estado indiano de Tripura.

## Demografia
Segundo o censo de 2001, Gandhigram tinha uma população de 10 666 habitantes. Os indivíduos do sexo masculino constituem 53% da população e os do sexo feminino 47%. Gandhigram tem uma taxa de literacia de 74%, superior à média nacional de 59,5%: a literacia no sexo masculino é de 79% e no sexo feminino é de 69%. Em Gandhigram, 11% da população está abaixo dos 6 anos de idade.